# 岐阜市立岐阜西中学校
岐阜市立岐阜西中学校（ぎふしりつ ぎふにしちゅうがっこう）は、岐阜県岐阜市川部3丁目にある中学校。

## 沿革
- 1984年 - 北方町立北方中学校から分離し開校。

## 進学前小学校[1]
- 岐阜市立七郷小学校
- 岐阜市立合渡小学校

## 周辺
- 長良川
- 岐阜中央病院

## 卒業生
- 伊藤英明（俳優）
- 今井月（競泳選手、2016年卒業[2]、豊川高等学校へ進学）
- Sing-O （シンガーソングライター、音楽プロデューサー）[3]
- 村瀬心椛（スノーボーダー）

## 交通機関
- 岐阜バス

大野忠節線、モレラ忠節線「川部」停留所下車徒歩6分
曽我屋線「又丸新柳町」停留所下車徒歩6分
大野忠節線、モレラ忠節線「又丸西」停留所下車徒歩6分